# Kim Matula
Kimberly Marie “Kim” Matula (n. Fort Worth, Texas, 23 de agosto de 1988) es una actriz estadounidense, más conocida por interpretar a Hope Logan en la serie The Bold and the Beautiful.

## Vida y carrera
Matula nació en Fort Worth, Texas. Sus padres son David y Karin Matula. Es de ascendencia noruega. Matula siempre soñó con actuar y realizó videos de su actuación. Estudió cine en la University of Texas at Arlington, pero abandonó porque su carrera de actriz estaba despegando. En 2008, Matula apareció en la película de Lifetime Queen Sized, y en el año siguiente se trasladó a Los Ángeles. En 2010, ella obtuvo el papel de Hope Logan en la serie de la CBS The Bold and the Beautiful.
En 2014, Matula fue nominada para el premio Daytime Emmy Award for Outstanding Younger Actress in a Drama Series. En sus dos últimos años en la telenovela, el personaje de Matula tenía importantes guiones. En noviembre de 2014, se anunció que Matula no había renovado su contrato y que abandonaría la serie para dedicarse a la televisión y al cine en horario estelar.
En 2016, Matula se unió al reparto de la segunda temporada de la aclamada serie de comedia oscura de Lifetime, Unreal.

## Filmografía

### Series de televisión
| Año                     | Título                     | Personaje  | Notas         |
| ----------------------- | -------------------------- | ---------- | ------------- |
| 2010 - 2014, 2015,2016. | The Bold and the Beautiful | Hope Logan | 904 episodios |

### Películas
| Año  | Título      | Personaje | Notas                                                            |
| ---- | ----------- | --------- | ---------------------------------------------------------------- |
| 2008 | Queen Sized | Tara      | junto a Nikki Blonsky, Annie Potts, Lily Holleman & Liz McGeever |

### Productora
| Año  | Título       | Notas                        |
| ---- | ------------ | ---------------------------- |
| 2013 | Satisfaction | corto - productora ejecutiva |

## Premios y nominaciones
| Año  | Categoría                                     | Premio             | Serie                      | Resultado |
| ---- | --------------------------------------------- | ------------------ | -------------------------- | --------- |
| 2014 | Outstanding Younger Actress in a Drama Series | Daytime Emmy Award | The Bold and the Beautiful | Nominado  |